# 解放路街道 (郑州市)
解放路街道，是中华人民共和国河南省郑州市二七区下辖的一个乡镇级行政单位。

## 行政区划
解放路街道下辖以下地区：
民主路社区。